# Albert Charles Zettlemoyer
Albert Charles Zettlemoyer  (* 13. Juli 1915 in Allentown (Pennsylvania); † 1991) war ein US-amerikanischer Chemiker (Physikalische Chemie, Kolloidchemie).
Zettlemoyer studierte ab 1932 Chemieingenieurwesen an der Lehigh University mit dem Bachelor-Abschluss 1936 und dem Master-Abschluss 1938. Er wurde 1941 am Massachusetts Institute of Technology in Physikalischer Chemie promoviert. Danach war er wieder an der Lehigh University, gründete dort ein Labor für Oberflächenchemie (später Center for Surface and Coatings Research und heute Zettlemoyer Center for Surface Studies) und war bis 1980 Professor für Chemie. Er war ab 1960 Distinguished Professor und war Provost der Universität und 1966 bis 1969 Vizepräsident für Forschung.
Er befasste sich Oberflächen-Chemie, zunächst bei Katalysatoren und danach auch allgemein, zum Adsorption an Oberflächen, Beispiel Schmierung, Benetzungswärme, Oberflächen von Pigmenten und Mineralien, Korrosion (Angriff von Halogenwasserstoffen auf Eisen), hydrophobe Eigenschaften. Er untersuchte die Wirkung von Silberiodid als Kondensationskeim für die Wolkenbildung und optimierte dafür die Oberflächeneigenschaften der zum Regenmachen benutzten Substanzen.
Ab 1964 gab er als Nachfolger von LaMer mit Milton Kerker das Journal of Colloid Science (ab 1966 Journal of Colloid and Interface Science) heraus. 1968 erhielt er von der American Chemical Society den Kendall Award.

## Schriften
- mit E. McCafferty: The corroding iron surface, 1,2, J. of Phys. Chemistry, Band 71, 1967, S. 2444–2452, 2452–2456
- mit Noubar Tcheurekdjian, Charles Hosler: Ice nucleation by hydrophobic substrates, Z. f. Angew. Math. und Physik, Band 14, 1963, S. 469–502
- On Physical Adsorption, J. Am. Chem. Soc., Band 87, 1965, S. 2079–2080
- Nucleation Phenomena, Elsevier 1977